# Metilji
Metilji (lat. Trematoda) su razred organizama iz koljena plošnjaka koji pripadaju carstvu životinja. Oni su nametnici na unutarnjim organima čovjeka, mačaka, goveda, svinja, pasa, štakora, ovaca i drugih kralježnjaka, a napadaju žučne kanale, jetru, gušteraču, pluća, vene, mokraćni mjehur, probavilo i druge organe. Imaju također i veliku medicinsku važnost.
Najbrojnija je skupina dvorodnih metilja koji imaju više domaćina (domadara). Spljošteni su leđno-trbušno, a u prednjem dijelu imaju usnu. Sukladno tome, razvili su nekoliko prilagodbi koje im omogućuju efikasniji nametnički život:

- tijelo im je obavijeno čvrstom kutikulom (neodermom) građenom iz glikokaliksa koja ima zaštitnu ulogu. Kod nekih metilja postoji i rožnati sloj kutikule. Nemaju trepetljike (samo ih ličinke imaju).

- na prednjem dijelu tijela imaju usnu i trbušnu prianjaljku koje im pomažu u učvršćivanju za unutarnje organe domaćina, kukice i adhezivne žlijezde
Probavilo metilja sastoji se od usta na trbušnoj strani, mišićnog ždrijela i razgranatog crijeva, a djelomično uzimaju hranu i preko površine cijelog tijela. Hrane se tjelesnom tekućinom, žučnim solima i krvlju domadara koju sišu mišićavim ždrijelom. Žive anaerobno, a kisik koriste kad mogu. Produkte metabolizma (većinom ugljikov dioksid i mliječnu kiselinu) izlučuju kroz protonefridije koji imaju veze s mokraćovodom. Imaju i primitivni krvotok koji se naziva limfatički sustav i služi za prijenos hrane i kisika te za izlučivanje. Živčani sustav sastoji se od cerebralne ganglije iz koje se granaju živčane vrpce povezane komisurama. Osjetila su smještena na prianjaljkama. Odrasli metilji nemaju oči, imaju ih samo njihove ličinke.

## Razmnožavanje metilja
Metilji su dvospolci. Muški dio spolnog sustava sastoji se od parnih sjemenika, parnih sjemenovoda i kopulatornog organa. Ženski dio čini uglavnom samo jedan jajnik koji se ulijeva u jajovod sa sjemenim spremištem iz kojeg zatim slijedi dugačka plodnica. Jajne stanice sazrijevaju u žumanjčištima. Oplodnja je najčešće unakrsna pri čemu spermiji iz zajedničkog trbušnog spolnog otvora ulaze u sjemeno spremište druge jedinke, a sama oplodnja se zbiva u plodnici. Može doći i do samooplodnje.

### Ciklus ovčjeg metilja
Životni ciklus dvorodnih metilja možemo prikazati na primjeru ovčjeg metilja. Zrela jajašca s izmetom iz crijeva biljoždera dospiju u stajaću vodu. Iz njih se nakon dva tjedna razvija trepetljikava plivajuća ličinka miracidij. Ona se prihvati u vodi za puža barnjaka i kroz stijenku tijela se uvuče u unutrašnje organe gdje se kasnije preobrazi u sporocistu koji sadrži nekoliko zametaka. Iz svakog zametka se razvija jedna redija, a iz redije se razvija cerkarija. Cerkarija (ličinka s repićem) napušta puža, odbacuje rep i pričvrsti se za neku vodenu biljku kao metacerkarija (začahurena ličinka). Kada domadar (npr.govedo) pojede začahurenu ličinku u njemu se razvije odrasli metilj koji živi u jetri i žućovodu gdje polaže jaja, a čovjek se zarazi jedući zaraženo meso. 
Bolest koju uzrokuju metilji zove se metiljavost i protiv nje postoji lijek. Međutim, puno su opasniji metilji oni koji žive u Africi i tropskim predjelima gdje izazivaju bolest šistosomijazu koja često završava smrću.

## Infekcije uzrokovane metiljima
- Klonorhioza - infekcija orijentalnim jetrenim metiljem Clonorchis sinensis[2]
- Fascioloza - infekcija jetrenim metiljem Fasciola hepatica[3]
- Fasciolopsioza - infekcija crijevnim metiljem Fasciolopsis buski[4]
- Heterofioza -  infekcija crijevnim metiljem Heterophyes heterophyes[5]
- Opistorhioza - infekcija s jednom od dvije vrste jetrenog metilja Opisthorchis[6]
- Paragonimoza - infekcija plućnim metiljem Paragonimus westermani i srodnim vrstama[7]
- Shistosomoza - infekcija krvnim metiljem roda Schistosoma[8]
- Cerkarijski dermatitis - kožna bolest uzrokovane od vrste Schistosome[9]
- Shistosomni dermatitis[9]